# Sherubtse College

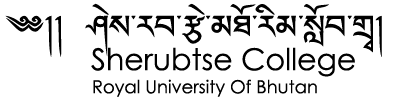
Schriftzug des Sherubtse College

Sherubtse College ist das erste akkreditierte College in Bhutan. Es wurde 1966 von einer Gruppe Jesuiten unter der Führung von Father William Mackey. Das College war an die University of Delhi angegliedert durch ein spezielles Gesetz des Indischen Parlaments.
2003 wurde das College Teil der neu geschaffenen Royal University of Bhutan. In diesem System sind alle öffentlichen Hochschulen in Bhutan zusammengefasst.
Das Sherubtse College befindet sich in Kanglung, Trashigang District, in Ost-Bhutan. Es liegt nur etwa 10 min. entfernt vom Flughafen Yongphulla.

## Abteilungen
Etwa 300 Studenten machen jedes Jahr einen Abschluss am College. Es werden Kurse in Wirtschaftswissenschaften, Computer-Wissenschaften, Dzongkha, Englisch, Geographie und Naturwissenschaften angeboten. Die bedeutendste Abteilung ist das Department für Botanik und Umweltwissenschaften. Es zeichnet sich aus durch seine Lage inmitten der Biodiversitätsreichen Region des Himalaya.
Verwaltungsstudien wurden an das Gaedu College of Business Studies (GCBS) ausgelagert. Dieses ist das zweite staatliche College in Bhutan. Es befindet sich in Gedu, Chhukha Dzongkhag.

## Geschichte
Der dritte König von Bhutan, Jigme Dorji Wangchuck, legte im Juni 1966 den Grundstein für die Sherubtse School. Die Schule eröffnete 1968 mit Father William Mackey als Principal (Schulleiter). 1976 wurde die Schul zum Junior College erweitert und bot Vorkurse für die Universität in Naturwissenschaften an. 1978 folgten Kurse in Künsten und Wirtschaft.
Im Juli 1983 wurde Sherubtse College ein Affiliated College der Delhi University mit Father Gerald E. Leclaire SJ als dem ersten Schulleiter. Mehrere Jesuiten aus Kanada lehrten Englisch und Naturwissenschaften.
Im Juni 2003 wurde die Hochschule zusammen mit neun anderen Hochschulen zur Royal University of Bhutan zusammengefasst. Die Abteilungen für Wirtschaft wurden an das Royal Institute of Management (RIM) abgegeben.

## In der Literatur
Das biographische Buch „Beyond the Sky and Earth“ von Jamie Zeppa bietet einen detaillierten Bericht ihrer Erfahrungen als Lehrerin am Sherubtse College.

## Persönlichkeiten
- Choida Jamtsho, Mitglied der Nationalversammlung Gyelyong Tshogdu
- Damcho Dorji, Außenminister
- Sonam Kinga, Vorsitzender des Nationalrats Gyelyong Tshogde, Forscher am Center for Bhutan Studies
- Kezang Dorji, Rapper/Sänger
- Lotay Tshering, Ministerpräsident von Bhutan
- Wangchuk Namgyel, Speaker der Nationalversammlung
- Sangay Khandu, Mitglied des Nationalrats, Repräsentant von Gasa
- Kelly Dorji, Filmschauspieler

### Professoren
- William Mackey
- Jamie Zeppa Writer, Author of Beyond the Sky and Earth
- George Thengummoottil Filmemacher